# Hyperkomplexe Zahl

Übersicht über einige gängige Mengen hyperkomplexer Zahlen mit ihrer jeweiligen Dimension und ihren Teilmengenrelationen.

Hyperkomplexe Zahlen sind Verallgemeinerungen der komplexen Zahlen. In diesem Artikel werden hyperkomplexe Zahlen als algebraische Struktur betrachtet. Manchmal werden auch die Quaternionen als die hyperkomplexen Zahlen bezeichnet.

## Definition
Eine hyperkomplexe Zahl ist ein Element einer Algebra hyperkomplexer Zahlen.
Eine Algebra {\displaystyle A} über den reellen Zahlen heißt Algebra hyperkomplexer Zahlen oder hyperkomplexes System des Rangs {\displaystyle n}, wenn
- sie als Vektorraum endliche Dimension {\displaystyle n} hat und wenn
- sie ein Einselement besitzt, das heißt, falls ein {\displaystyle e\in A} existiert, so dass für alle {\displaystyle a\in A} die Gleichung {\displaystyle e\cdot a=a\cdot e=a} gilt.

Manche Autoren fordern zusätzlich, dass die Algebra {\displaystyle A} bezüglich der Multiplikation assoziativ ist. Insbesondere sind die reellen Zahlen selbst eine Algebra hyperkomplexer Zahlen.

## Eigenschaften
- Für die Addition gelten das Kommutativgesetz und das Assoziativgesetz.
- Die Addition ist invertierbar.
- Das linksseitige und das rechtsseitige Distributivgesetz gilt.

- Die Multiplikation in einer hyperkomplexen Algebra {\displaystyle A} ist bilinear über den reellen Zahlen, d. h., es gilt {\displaystyle (\alpha x)(\beta y)=\alpha \beta (xy)~~\forall \alpha ,\beta \in \mathbb {R} ;~x,y\in A}

Folgende Eigenschaften werden nicht gefordert:
- Für die Multiplikation von hyperkomplexen Zahlen muss das Kommutativgesetz nicht gelten.
- Elemente müssen bezüglich der Multiplikation nicht notwendig invertierbar sein.
- Die Multiplikation braucht nicht nullteilerfrei zu sein.

## Konjugation
Hyperkomplexe Zahlen lassen sich wie folgt als Summe darstellen:
{\displaystyle a=a_{0}1+a_{1}\mathrm {i} _{1}+\dotsb +a_{n}\mathrm {i} _{n}}.
Die Größen {\displaystyle \mathrm {i} _{k}} für {\displaystyle k>0} heißen imaginäre Einheiten. Die zu {\displaystyle a} konjugierte Zahl entsteht, indem alle imaginären Einheiten durch ihr Negatives ersetzt werden ({\displaystyle \mathrm {i} _{k}\mapsto -\mathrm {i} _{k}}). Die zu {\displaystyle a} konjugiert komplexe Zahl wird durch {\displaystyle {\bar {a}}} oder {\displaystyle a^{*}} dargestellt. Ihre Summendarstellung ist
{\displaystyle {\bar {a}}=a_{0}1-a_{1}\mathrm {i} _{1}-\dotsb -a_{n}\mathrm {i} _{n}}.
Die Konjugation ist eine Involution auf den hyperkomplexen Zahlen, das heißt, dass
{\displaystyle {\bar {\bar {a}}}=a}.

## Beispiele

### Komplexe Zahlen
Die komplexen Zahlen {\displaystyle \mathbb {C} } sind ein hyperkomplexes Zahlensystem, definiert durch
{\displaystyle z=a+b\mathrm {i} }  mit  {\displaystyle \mathrm {i} ^{2}=-1}.

### Anormal-komplexe Zahlen
Die anormal-komplexen Zahlen sind definiert durch
{\displaystyle z=a+bj}  mit  {\displaystyle j^{2}=1}.

### Duale Zahlen
Die dualen Zahlen sind definiert durch
{\displaystyle z=a+b\varepsilon }  mit  {\displaystyle \varepsilon ^{2}=0}.
Man beachte, dass sie nichts mit Dualzahlen (Darstellung von Zahlen im Zweiersystem) zu tun haben.

### Quaternionen
Die Quaternionen sind definiert durch
{\displaystyle x_{0}+x_{1}\mathrm {i} +x_{2}\mathrm {j} +x_{3}\mathrm {k} }  mit  {\displaystyle \mathrm {i} ^{2}=\mathrm {j} ^{2}=\mathrm {k} ^{2}=\mathrm {i} \mathrm {j} \mathrm {k} =-1}.
Die Quaternionen (Symbol oft {\displaystyle \mathbb {H} } nach ihrem Entdecker W. R. Hamilton) bilden eine vierdimensionale {\displaystyle \mathbb {R} }-Algebra mit Division und assoziativer (aber nicht kommutativer) Multiplikation. Es handelt sich bei den Quaternionen also um einen Schiefkörper.

### Biquaternionen
Die Biquaternionen sind als Quaternionen mit komplexen Koeffizienten definiert, d. h., sie bilden einen vierdimensionalen Vektorraum über {\displaystyle \mathbb {C} } ebenso, wie die Quaternionen einen vierdimensionalen Vektorraum über {\displaystyle \mathbb {R} } bilden.
Es gibt zwei unterschiedliche Biquaternion: Hamilton-Biquaternion und Clifford-Biquaternion.

### Oktonionen
Die Oktonionen (Symbol {\displaystyle \mathbb {O} }, auch Oktaven genannt) sind achtdimensionale hyperkomplexe Zahlen mit Division und alternativer Multiplikation.

### Sedenionen
Die Sedenionen (Symbol {\displaystyle \mathbb {S} }) sind sechzehndimensionale hyperkomplexe Zahlen. Ihre Multiplikation ist weder kommutativ, assoziativ noch alternativ. Auch besitzen sie keine Division; stattdessen haben sie Nullteiler.

### Quadratische Matrizen
Sei {\displaystyle n} eine natürliche Zahl. Der {\displaystyle \mathbb {R} ^{n\times n}} ist dann eine Algebra mit der {\displaystyle n\times n}-Einheitsmatrix als Einselement – also auch eine hyperkomplexe Algebra. Genauer ist sie eine assoziative hyperkomplexe Algebra und damit auch ein Ring und als solcher auch unitär. Die reellzahligen Vielfachen der Einheitsmatrix bilden eine zu {\displaystyle \mathbb {R} } isomorphe Unteralgebra.
Im Fall {\displaystyle n=2} gibt es Unteralgebren, die zu den oben genannten drei zweidimensionalen Algebren isomorph sind; sie zeichnen sich dadurch aus, dass die Hauptdiagonalelemente stets übereinstimmen (was dem Realteil entspricht) und für die Elemente der Nebendiagonalen Regeln gelten, die die dargestellte Algebra festlegen:
- Ein Nebendiagonalelement ist 0. → Die Algebra ist isomorph zu den Dualen Zahlen.
- Beide Nebendiagonalelemente stimmen überein. → Die Algebra ist isomorph zu den Binären Zahlen.
- Jedes Nebendiagonalelement ist das Negative des anderen. → Die Algebra ist isomorph zu den komplexen Zahlen.

Bemerkung: Jede Matrix des dritten Typs, durch die Determinante dividiert, ist eine Drehmatrix des zweidimensionalen Raums; jede Matrix des zweiten Typs durch ihre Determinante (falls diese von 0 verschieden ist) entspricht einer Lorentz-Transformation in einem 1+1-dimensionalen Minkowski-Raum.

## Bemerkungen
- Mit dem Verdopplungsverfahren (auch als Cayley-Dickson-Verfahren bekannt) lassen sich neue hyperkomplexe Zahlensysteme erzeugen, deren Dimension doppelt so groß ist wie die des Ausgangszahlensystems.
- Jede Clifford-Algebra ist ein assoziatives hyperkomplexes Zahlensystem.